# Sítsaina
Sítsaina är en ort i Grekland.   Den ligger i prefekturen Nomós Ioannínon och regionen Epirus, i den centrala delen av landet, 300 km nordväst om huvudstaden Aten. Sítsaina ligger 901 meter över havet och antalet invånare är 175.
Terrängen runt Sítsaina är kuperad åt nordväst, men åt sydost är den bergig. Runt Sítsaina är det glesbefolkat, med 16 invånare per kvadratkilometer. Närmaste större samhälle är Ioánnina, 19,7 km sydväst om Sítsaina. Omgivningarna runt Sítsaina är en mosaik av jordbruksmark och naturlig växtlighet.